# 羅馬浴場 (電影)
《羅馬浴場》是根據日本漫畫家山崎麻里的同名漫畫作品改編。於日本時間2012年4月28日上映，台灣上映時間為2012年8月31日，香港上映時間為2012年10月4日。導演為武內英樹。由阿部寬主演的穿越喜劇。

## 故事
在古羅馬時代，去澡堂放鬆心情是最流行的文化，也是當時最重要的社交場所。對工作充滿熱誠的澡堂建築師路西斯（阿部寬 飾），時常感嘆羅馬的澡堂缺乏新意，但自己卻苦無靈感，在某次意外後，他竟然能穿梭於古代羅馬和現代日本的澡堂之間，一切嶄新的現代澡堂技術都超乎路西斯的想像，擁有高度澡堂文明的「扁臉族」（日本人）更是震撼路西斯的心靈，在時代的衝擊和文化的差異下，路西斯是否能帶著意外獲得的「靈感」回去拯救古羅馬世界呢？

## 登場人物
| 演員     | 粵語配音 | 角色                                              | 備註                     |
| 阿部寬   | 陳欣     | 路西斯·昆特斯·慕德斯特（Lucius Quintus Modestus） | 古羅馬的澡堂建築家。     |
| 上戶彩   | 曾佩儀   | 山越真實                                          | 個性迷糊的漫畫家。       |
| 北村一輝 | 潘文柏   | 魯奇烏斯·凱歐尼烏斯·康茂德                        | 哈德良養子。皇帝候選人。 |
| 市村正親 | 朱子聰   | 普布里烏斯·埃里烏斯·哈德良安努斯                  | 古羅馬第14代皇帝。       |
| 宍戶開   | 陳卓智   | 安敦尼奧·派阿斯                                   | 哈德良後即位之羅馬皇帝。 |
| 笹野高史 | 招世亮   | 山越修造                                          | 真實的父親。             |
| 木村綠子 | 雷碧娜   | 山越由美                                          | 真實的母親。             |
| 竹內力   | 葉振聲   | 館 野                                             | 山越旅館的常客。         |

## 製作人員
- 導演：武內英樹
- 製作：龜山千廣、市川南、寺田篤、濱村弘一
- 製作人：稻葉直人、菊地美世志、松崎薰
- 原作：「羅馬浴場」山崎麻里
- 腳本：武藤將吾
- 音樂：住友紀人
- 攝影：川越一成
- 燈光：鈴木敏雄
- 錄音：加藤大和
- 美術：原田滿生（N.V.U）
- 剪輯：松尾浩
- 髮型：豐川京子
- 阿部寬御用髮型師：小泉尚子
- 助導：野尻克己
- 製作擔當：嘉藤博
- 特殊效果：卷木良孝
- 特殊化妝：百武朋
- 音樂製作：木尾榮子、關真實、丹羽浩之、吉田雅裕

## 音樂
主要是威爾第、普契尼等意大利作曲家的歌劇作品。片尾曲出自前者創作的歌劇《阿依達》。

## 外部連結
- 電影官網
- 互联网电影数据库（IMDb）上《羅馬浴場》的资料（英文）